# Antes de morir piensa en mí
Antes de morir piensa en mí es una película española escrita y dirigida por Raúl Hernández Garrido y, protagonizada por Sara Vallés, Carlos Kaniowsky, Chema León, Lola Moltó, Pep Ricart y Francisco Vidal. 
Su argumento está basado en "Los engranajes", obra de teatro que fue premio de teatro Lope de Vega en 1997 y que fue estrenada en el año 2000 con dirección de Francisco Vidal. "Antes de morir piensa en mí" es la crónica de un crimen horrendo destacando el relato de la extraña historia de amor que esconde. Nina es una mujer joven que, pese a todos los condicionantes propios de una época difícil, no renuncia a ser feliz. Nina lucha contra una vida desgraciada y se debate entre un matrimonio frustrado y una relación enfermiza con uno de los compañeros de trabajo de su marido. La pasión extrema de Nina llega a ser enfermiza. Su fin es la tragedia. Pero más allá de la desgracia, se encuentra la felicidad.
La anécdota de antes de morir piensa en mí podría dar juego en los medios de comunicación más sensacionalistas. El asesinato del amante de la mujer, el descuartizamiento del cadáver, canibalismo, etc. "Antes de morir piensa en mí" renuncia a hacer cine-documento o a caer en los elementos más morbosos de la historia. Quiere recrear una indagación. Explorar acerca de los personajes de este hecho macabro y a partir de ellos examinar el porqué de la conducta humana, y comprobar hasta qué punto un cúmulo de circunstancias obligan muchas veces a actuar de forma insensata, incluso inhumana.

## Argumento
El argumento de "Los engranajes" y de "Antes de morir piensa en mí" se inspira en una noticia que ocurrió en la Rusia Post-Perestroika. El argumento se ha situado en unas fechas fundamentales en la historia de España: los duros meses comprendidos entre el 20 de diciembre de 1973, fecha del atentado contra el jefe del gobierno Carrero Blanco y el 20 de noviembre de 1975, con la muerte de Franco. Los últimos y agónicos meses del régimen franquista.
La trama se centra en la mujer, Nina. El lector sigue su vida desde su infancia, asistiendo a sus esperanzas, sus temores, sus ilusiones y decepciones. Su historia se extiende ante el lector como si estuviera siempre a su lado: en su relación con su madre, sus amores frustrados de juventud, el aborto forzado que la impedirá tener hijos, su boda con Miguel y el encuentro con Sergio, que se convertirá en su amante.

## Estructura y tiempo
La estructura de Antes de morir piensa en mí juega con el tiempo a través de secuencias en que se mezclan pasado, presente y futuro para seguir con mayor comprensión a los personajes. Gracias a ello, la historia no se reduce al simple recorte de prensa del cual nació, y puede vivirse la pasión y tragedia de Nina con todos sus matices. Su relación con el amor, el sexo, la vida.